# Misono
Misono (officiellement toujours écrit en minuscules : misono) est le nom de scène en romaji de Misono Kōda (神田美苑, Kōda Misono), une autrice-compositrice-interprète japonaise. Née le 13 octobre 1984 à Kyoto (Japon), elle est la jeune sœur de la chanteuse Kumi Kōda. Elle débute en 2002 comme chanteuse du groupe Day After Tomorrow, et continue sa carrière solo après la séparation du groupe en 2005.

## Discographie

### Albums
1. never+land (28 février 2007)
2. Sei -say- (16 juillet 2008)
3. Me (30 juin 2010)
4. Uchi (家-ウチ-) (13 octobre 2014)

### Mini-albums
1. Tales with Misono ~Best~ (10 juin 2009)
2. KABA Album (23 septembre 2009)
3. KABA Album 2 (27 janvier 2010)
4. Symphony with Misono Best (9 octobre 2013)

### Singles
1. VS (29 mars 2006)
2. Kojin Jugyo (10 mai 2006)
3. Speedrive (12 juillet 2006)
4. Lovely Cat's Eye (1er novembre 2006)
5. Hot Time / A. ~answer~ (7 février 2007)
6. Pochi (18 avril 2007)
7. Zasetsu Chiten (12 septembre 2007)
8. Juunin Toiro (14 novembre 2007)
9. Mugen Kigen (30 janvier 2008)
10. Ninin Sankyaku (25 juin 2008)
11. Kazoku no Hi / Aburazemi♀(Osaka Version)-Piano・Version- (29 octobre 2008)
12. Kyukon / ?cm (18 février 2009)
13. End=Start / Shūten ~Kimi no Ude no Naka~ (10 juin 2006)
14. Urusei Yatsura no Theme ~Lum no Love Song~ / Me (23 septembre 2009)
15. Watashi iro / Bokura Style (25 novembre 2009)
16. ...Suki ×××/Jyunni ji mae no Tsuderella (5 mai 2010)
17. Hontouso / Sukirai (ホ・ン・ト・ウ・ソ/ス・キ・ラ・イ) (Me) (23 novembre 2011)
18. Maialino! / ... no Tsuzuki ~Eien Nante Nai... Itsuka Owari ga Aru Keredo~ (マイアリーノ！ / 「…。」の続き ～永遠なんてない... いつか終わりがあるけれど～) (Misono/Me) (15 février 2012)
19. Itsumademo Teddy Bear (いつまでも テディベア) (Misono/Me) (7 novembre 2012)

### Collaborations
1. 11 eleven feat. Cyber X (28 mai 2003)
2. Mō sugu Christmas (12 novembre 2008) - Mai Satoda with Gōda Kyōdai
3. Bye-Bye (14 janvier 2009) - Mai Satoda with Gōda Kyōdai
4. It's all Love! (31 mars 2009) - Kumi Kōda × Misono